# Macrotrichaphis rarissima
Macrotrichaphis rarissima är en insektsart. Macrotrichaphis rarissima ingår i släktet Macrotrichaphis och familjen långrörsbladlöss. Inga underarter finns listade i Catalogue of Life.